# OS-tan
OS-tans är ett internetfenomen som ursprungligen kom från ett japanskt internetforum, Futaba Channel. OS-tans är en personifikation av flera operativsystem gjorda av flera olika japanska amatörartister. OS-tannarna är oftast typiskt framställda som söta anime-flickor och OS-tannarna som relateras till Microsoft Windows operativsystem framställs oftast som systrar i olika åldrar.